# 내 여자의 남자친구
"내 여자의 남자친구"는 2007년에 개봉한 대한민국의 영화이다.

## 캐스팅
- 최원영 : 석호 역
- 김푸른 : 채영 역
- 이정우 : 선수 역
- 고다미 : 지연 역
- 고혜성 : 영수 역
- 김영애 : 혜경 역
- 김다영 : 가은 역
- 김기은 : 해진 역
- 민병호 : 민철 역
- 박한나 : 예지 역
- 박성균 : 동창 역
- 민지희 : 여종업원 조혜수 역 ㅡ단역